# Haine (Allendorf)

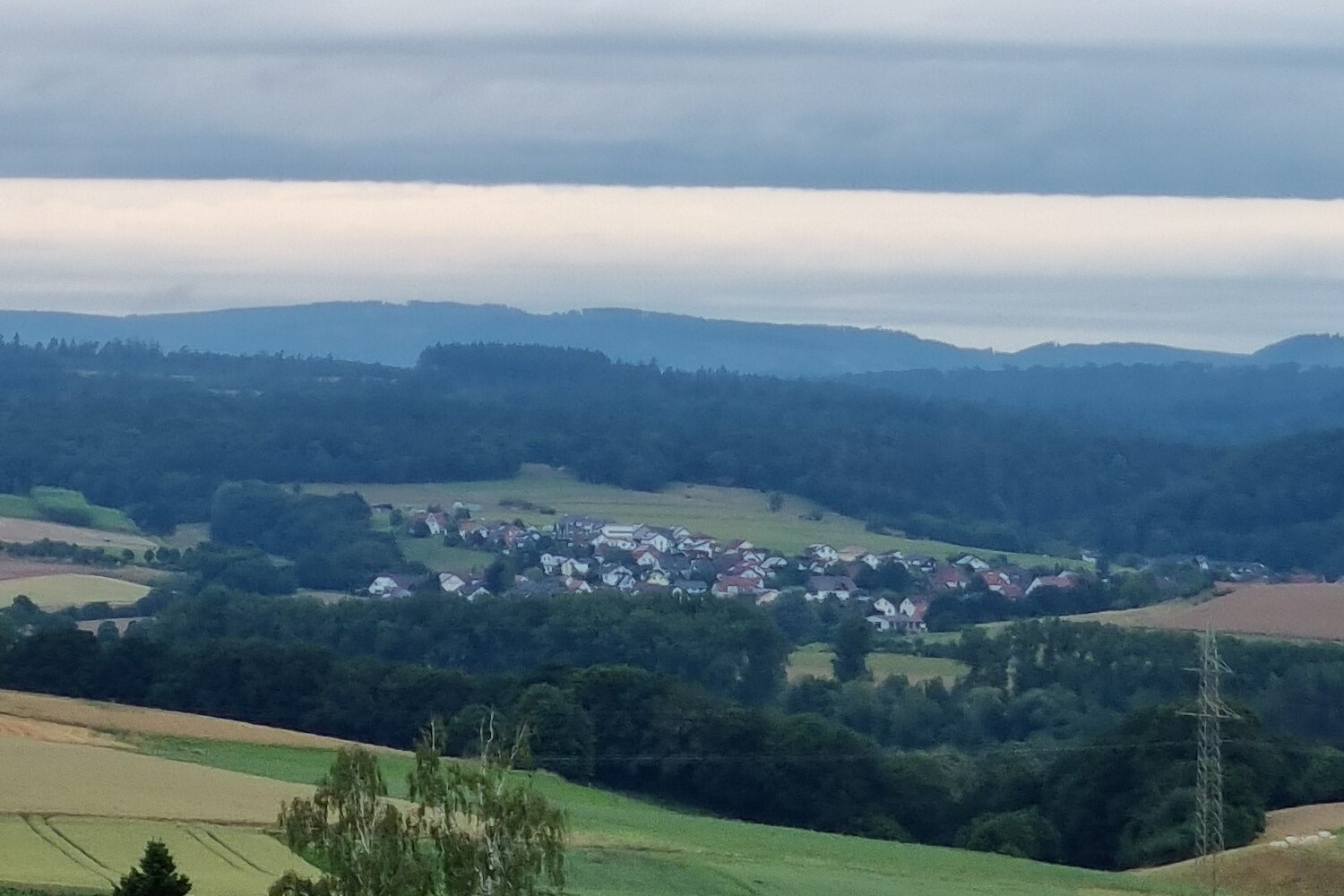
Blick von Burgwald übers Edertal auf Haine

Haine ist ein Ortsteil der Gemeinde Allendorf im nordhessischen Landkreis Waldeck-Frankenberg.

## Geographische Lage
Haine liegt im Tal der Eder etwa 4 km nordöstlich von Allendorf in Richtung Frankenberg. Am südlichen Ortsrand verläuft die Bundesstraße 253.

## Geschichte
Die älteste bekannte schriftliche Erwähnung von Haine erfolgte im Jahr 850 unter dem Namen hagini in einer Urkunde des Klosters Fulda.
Früher war Haine eine fränkische Wachbasis an einer Heerstraße. 1464 war das Dorf verwüstet und leer. 1516 belehnte man siedlungswillige Bauern mit der Wüstung zum Zwecke der Wiederbesiedlung.
Im Wettbewerb Unser Dorf soll schöner werden konnte das Dorf viele Auszeichnungen auf Bezirks-, Gebiets- und Landesebene erreichen. 1987/1988 erhielt Haine das Prädikat „Bundesgolddorf“.

### Gebietsreform
Am 1. Juli 1971 wurde die bis dahin selbständige Gemeinde Haine im Zuge der Gebietsreform in Hessen auf freiwilliger Basis in die Gemeinde Allendorf (Eder) (damalige Schreibweise Allendorf-Eder) eingegliedert. Für Haine wurde wie für die übrigen eingegliederten Gemeinden von Allendorf ein Ortsbezirk mit Ortsbeirat und Ortsvorsteher gebildet.

### Einwohnerentwicklung
Einwohnerzahlen
 Quelle: Historisches Ortslexikon
- 1577: 27 Hausgesesse
- 1747: 74 Haushaltungen

| Haine: Einwohnerzahlen von 1834 bis 2011 | Haine: Einwohnerzahlen von 1834 bis 2011 | Haine: Einwohnerzahlen von 1834 bis 2011 | Haine: Einwohnerzahlen von 1834 bis 2011 | Haine: Einwohnerzahlen von 1834 bis 2011 |
| --- | ---------------------------------------- | ---------------------------------------- | ---------------------------------------- | ---------------------------------------- |
| Jahr |                                          |                                          |                                          | Einwohner                                |
| 1834 | 1834                                     |                                          | 353                                      | 353                                      |
| 1840 | 1840                                     |                                          | 343                                      | 343                                      |
| 1846 | 1846                                     |                                          | 380                                      | 380                                      |
| 1852 | 1852                                     |                                          | 361                                      | 361                                      |
| 1858 | 1858                                     |                                          | 370                                      | 370                                      |
| 1864 | 1864                                     |                                          | 369                                      | 369                                      |
| 1871 | 1871                                     |                                          | 332                                      | 332                                      |
| 1875 | 1875                                     |                                          | 346                                      | 346                                      |
| 1885 | 1885                                     |                                          | 371                                      | 371                                      |
| 1895 | 1895                                     |                                          | 326                                      | 326                                      |
| 1905 | 1905                                     |                                          | 353                                      | 353                                      |
| 1910 | 1910                                     |                                          | 350                                      | 350                                      |
| 1925 | 1925                                     |                                          | 391                                      | 391                                      |
| 1939 | 1939                                     |                                          | 413                                      | 413                                      |
| 1946 | 1946                                     |                                          | 523                                      | 523                                      |
| 1950 | 1950                                     |                                          | 500                                      | 500                                      |
| 1956 | 1956                                     |                                          | 485                                      | 485                                      |
| 1961 | 1961                                     |                                          | 503                                      | 503                                      |
| 1967 | 1967                                     |                                          | 494                                      | 494                                      |
| 1980 | 1980                                     |                                          | ?                                        | ?                                        |
| 1990 | 1990                                     |                                          | ?                                        | ?                                        |
| 2000 | 2000                                     |                                          | ?                                        | ?                                        |
| 2011 | 2011                                     |                                          | 570                                      | 570                                      |
| Datenquelle: Historisches Gemeindeverzeichnis für Hessen: Die Bevölkerung der Gemeinden 1834 bis 1967. Wiesbaden: Hessisches Statistisches Landesamt, 1968. Weitere Quellen: Zensus 2011 |                                          |                                          |                                          |                                          |

Religionszugehörigkeit
 Quelle: Historisches Ortslexikon
| • 1895: | 371 evangelische (= 100 %) Einwohner                             |
| • 1961: | 465 evangelische (= 92,45 %), 31 katholische(= 6,16 %) Einwohner |

## Politik
Ortsvorsteherin und Vorsitzende des fünfköpfigen Ortsbeirates ist Silvia Hoffmann-Huhn. (Stand: Juni 2016)

## Kulturdenkmäler
Siehe Liste der Kulturdenkmäler in Allendorf-Haine.